# Републикански път III-565
Републикански път IIІ-565 е третокласен път, част от Републиканската пътна мрежа на България, преминаващ по територията на области Пловдив и Стара Загора. Дължината му е 43,9 км.
Пътят се отклонява наляво при 94,9 км на Републикански път II-56 североизточно от град Пловдив и се насочва на изток през Горнотракийската низина. Минава през селата Скутаре и Рогош, пресича река Стряма и през селата Маноле и Манолско Конаре достига до село Шишманци. След това пътят пресича автомагистрала „Тракия“ при нейния 151 км, преминава през северната част на село Белозем и навлиза в Старозагорска област. Тук пътят последователно преминава през селата Опълченец, Оризово и Черна гора и южно от село Партизанин се свързва с Републикански път III-664 при неговия 8,6 км.
| Пътища, отклоняващи се надясно (населено място, № на пътя, посока на пътя) | Км   | Пътища, отклоняващи се наляво (посока на пътя, № на пътя, населено място) |
| -------------------------------------------------------------------------- | ---- | ------------------------------------------------------------------------- |
| Община Марица, Област Пловдив, II-56, 94,9 км ←                            | 0,0  | ← 94,9 км, II-56, Област Пловдив, Община Марица                           |
| с. Скутаре                                                                 | 2,1  | с. Скутаре                                                                |
| с. Рогош                                                                   | 3,9  | → с. Рогош, общински път (за с. Трилистник)                               |
| с. Маноле                                                                  | 9,9  | с. Маноле                                                                 |
| с. Манолско Конаре                                                         | 13   | → с. Манолско Конаре, общински път (за с. Ясно поле)                      |
| Община Раковски                                                            | 15,2 | Община Раковски                                                           |
| с. Шишманци                                                                | 17   | → с. Шишманци, общински път (за гр. Раковски)                             |
| автомагистрала „Тракия“, 151 км →                                          | 19,4 | → 151 км, автомагистрала „Тракия“                                         |
| (за с. Чалъкови) общински път, с. Белозем ←                                | 22,9 | с. Белозем                                                                |
|                                                                            | 24,9 | → общински път (за с. Болярино)                                           |
| Община Братя Даскалови, Област Стара Загора                                | 28,2 | Област Стара Загора, Община Братя Даскалови                               |
| (за с. Мирово) общински път, с. Опълченец ←                                | 31,7 | с. Опълченец                                                              |
| (от с. Плодовитово) III-666, 5,4 км, с. Оризово →                          | 35,9 | → с. Оризово, 5,4 км, III-666 (до гр. Брезово)                            |
| с. Черна гора                                                              | 41,2 | с. Черна гора                                                             |
| (от гр. Чирпан) III-664, 8,6 км →                                          | 43,9 | → 8,6 км, III-664 (до гр. Брезово)                                        |